# 15 octobre 1999
Le vendredi 15 octobre 1999 est le 288e jour de l'année 1999.

## Naissances
- Alexei Sancov, nageur moldave
- Bailee Madison, actrice et productrice américaine
- Ben Woodburn, joueur de football britannique
- Marko Simonović, joueur de basket-ball monténégrin

## Décès
- André Bricka (né le 7 février 1922), peintre français
- Nankoku Hidai (né le 1er février 1912), dessinateur japonais
- Terry Gilkyson (né le 17 juin 1916), compositeur interprète
- Yosef Burg (né le 31 janvier 1909), politicien israélien

## Événements
- Découverte des astéroïdes (17178) 1999 TK218, (192686) Aljuroma, (21809) 1999 TG19, (21822) Degiorgi, (22902) 1999 TH17, (22928) Templehe, (22944) Sarahmarzen, (22945) Schikowski, (22946) 1999 TH218, (22947) Carolsuh, (24049) 1999 TZ18, (25380) 1999 TA212, (25381) Jerrynelson, (36215) 1999 TG214, (36216) 1999 TK215, (36217) 1999 TN216, (38461) Jiřítrnka, (38508) 1999 TR213 et (66671) Sfasu
- Fin de la telenovela mexicaine Catalina y Sebastián
- Sortie du film hongkongais Century of the Dragon
- Sortie du film américain Fight Club
- Sortie du film dano-suédois Fucking Åmål
- Fin du championnat d'Indy Racing League 1999
- Fondation du Parti populaire same
- Publication de protocole facultatif à la Convention sur l'élimination de toutes les formes de discrimination à l'égard des femmes
- Publication de la résolution 1267 du Conseil de sécurité des Nations unies